# لوسيا إيفانز
لوسيا إيفانز (بالإنجليزية: Lucia Evans)‏ هي مغنية أيرلندية، ولدت في 1982.